# Eya Aouadi
Eya Aouadi, née le 26 avril 2005, est une haltérophile tunisienne.

## Carrière
Eya Aouadi est triple médaillée d'or dans la catégorie des moins de 55 kg aux championnats d'Afrique 2023 à Tunis.
Elle obtient deux médailles d'or à l'arraché et au total et une médaille d'argent à l'épaulé-jeté dans la catégorie des moins de 55 kg aux championnats d'Afrique 2024 à Ismaïlia.
Aux Jeux africains de 2023 à Accra, elle est médaillée d'argent à l'épaulé-jeté et au total ainsi que médaillée de bronze à l'arraché dans la catégorie des moins de 55 kg.
Elle est médaillée de bronze à l'épaulé-jeté dans la catégorie des moins de 55 kg aux championnats d'Afrique 2025 à Moka.